# Estanislao Soltys
Estanislao Soltys, en polaco Stanisław Kazimierczyk, (Cracovia, 27 de septiembre de 1433 – Cracovia, 3 de mayo de 1489) fue un sacerdote católico, teólogo y predicador, miembro de la congregación de Canónigos Regulares Lateranensis de Cracovia, Polonia. Fue beatificado por Juan Pablo II en 1993 y canonizado por Benedicto XVI en el año 2010. Se encuentra enterrado en la Basílica del Corpus Christi de Cracovia.